# El Cimarrón
Pour les articles homonymes, voir Cimarron.
El Cimarrón est une localité rurale argentine située dans le département de Federal et dans la province d'Entre Ríos.

## Démographie
La population de la ville, c'est-à-dire à l'exclusion de la zone rurale, était de 139 habitants en 1991 et de 288 en 2001. La population de la juridiction du conseil d'administration était de 703 habitants en 2001. Elle comptait 674 habitants en 2010.

## Statut de commune
La réforme de la Constitution de la province d'Entre Ríos entrée en vigueur le 1er novembre 2008 a prévu la création de communes, qui a été réglementée par la loi sur les communes no 10644, adoptée le 28 novembre 2018 et promulguée le 14 décembre 2018. La loi prévoit que tout centre de population stable d'une superficie d'au moins 75 km2 contenant entre 700 et 1 500 habitants constitue une commune de 1re catégorie. La loi sur les communes a été réglementée par le pouvoir exécutif provincial par le biais du décret no 110/2019 du 12 février 2019, qui a déclaré la reconnaissance ad referendum du pouvoir législatif de 34 communes de 1re catégorie à compter du 11 décembre 2019, parmi lesquelles se trouve El Cimarrón. La commune est dirigée par un département exécutif et un conseil communal de 8 membres, dont le président est également le président communal. Ses premières autorités ont été élues lors des élections du 9 juin 2019.

## Religion
| Diocèse  | Concordia           |
| -------- | ------------------- |
| Paroisse | San Isidro Labrador |